# Трикветрум

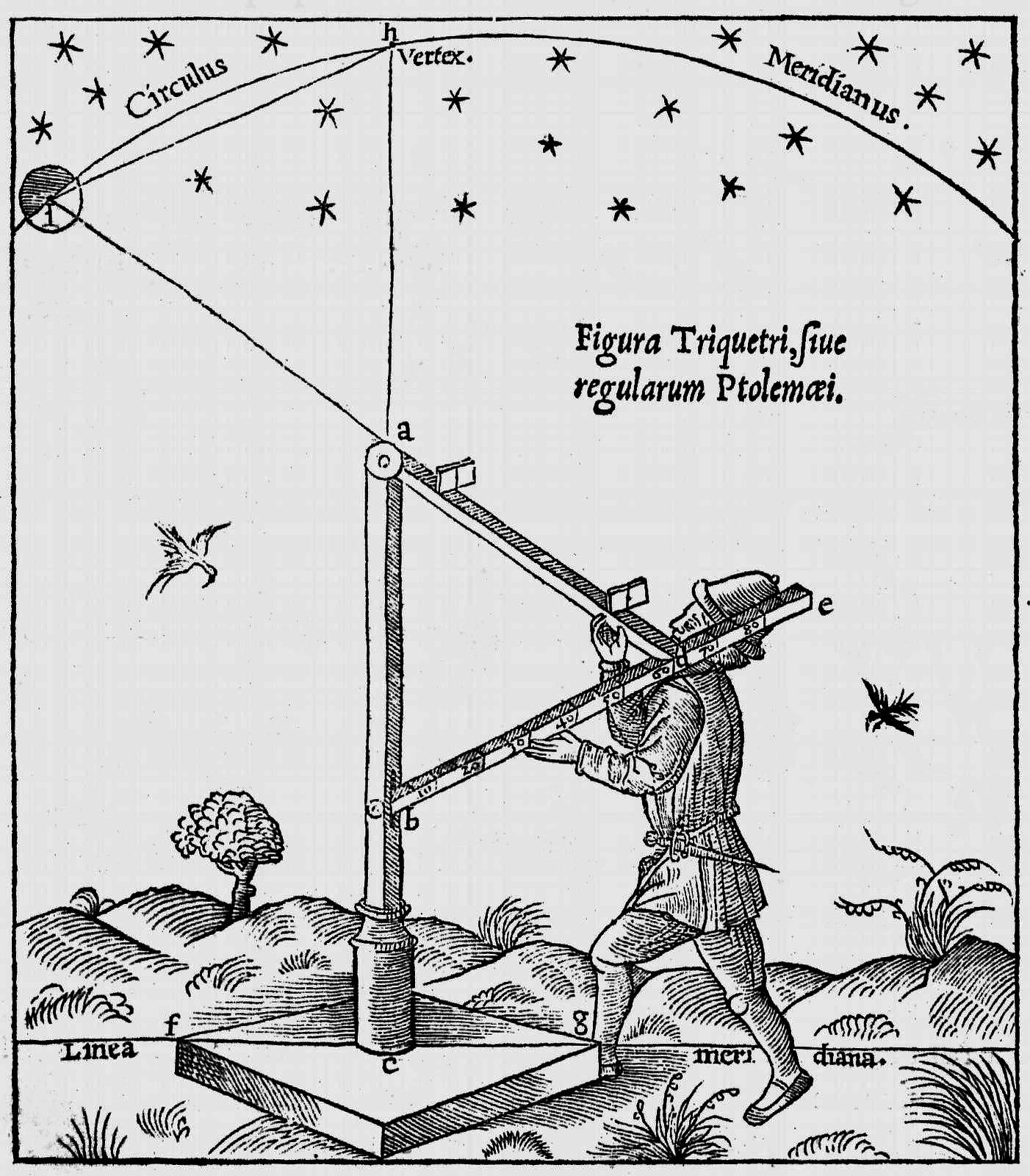
Схема использования линейки Птолемея в книге математика Оронция Финеуса (1544)

Трикветрум (трикветр, от лат. triquetrus — «треугольный»), также линейка параллактическая — древний астрономический угломерный инструмент, применявшийся для измерения зенитных расстояний небесных светил и параллакса Луны. Применение трикветра было описано Птолемеем в «Альмагесте» (V.12; ок. 140 года) и Коперником в книге «О вращении небесных сфер» (IV.15; 1543 год).
Состоял из трёх шарнирно-соединённых стержней, образующих равнобедренный треугольник, у которого угол при вершине мог изменяться в соответствии с измеряемым зенитным расстоянием. Мерой угла служила длина стержня с нанесёнными на него делениями, находившегося в основании треугольника. Трикветрум использовался при астрономических наблюдениях вплоть до XVI века.